# Karacalar, Mustafakemalpaşa
Karacalar là một xã thuộc huyện Mustafakemalpaşa, tỉnh Bursa, Thổ Nhĩ Kỳ. Dân số thời điểm năm 2011 là 80 người.